# Сан-Люренс-Сабаль
Сан-Люре́нс-Саба́ль (кат. Sant Llorenç Savall) - муніципалітет, розташований в Автономній області Каталонія, в Іспанії. Код муніципалітету за номенклатурою Інституту статистики Каталонії - 82233. Знаходиться у районі (кумарці) Бальєс-Уксідантал (коди району - 40 та VC) провінції Барселона, згідно з новою адміністративною реформою перебуватиме у складі Баґарії (округи) Барселона. 

## Населення
Населення міста (у 2007 р.) становить 2.313 осіб (з них менше 14 років - 15,3%, від 15 до 64 - 64,3%, понад 65 років - 20,4%). У 2006 р. народжуваність склала 22 особи, смертність - 31 особа, зареєстровано 9 шлюбів. У 2001 р. активне населення становило 858 осіб, з них безробітних - 103 особи.

Серед осіб, які проживали на території міста у 2001 р., 1.623 народилися в Каталонії (з них 1.176 осіб у тому самому районі, або кумарці), 382 особи приїхали з інших областей Іспанії, а 56 осіб приїхало з-за кордону. 

Університетську освіту має 10,1% усього населення. 

У 2001 р. нараховувалося 690 домогосподарств (з них 20,9% складалися з однієї особи, 27,2% з двох осіб,21,4% з 3 осіб, 20,7% з 4 осіб, 6,7% з 5 осіб, 2% з 6 осіб, 0,6% з 7 осіб, 0,1% з 8 осіб і 0,3% з 9 і більше осіб).

Активне населення міста у 2001 р. працювало у таких сферах діяльності : у сільському господарстві - 0,8%, у промисловості - 38,7%, на будівництві - 10,6% і у сфері обслуговування - 49,9%. 

 У муніципалітеті або у власному районі (кумарці) працює 495 осіб, поза районом - 355 осіб.

### Безробіття
У 2007 р. нараховувалося 72 безробітних (у 2006 р. - 79 безробітних), з них чоловіки становили 37,5%, а жінки - 62,5%.

## Економіка

### Підприємства міста

#### Промислові підприємства
| \| Промислові підприємства міста, за сферою діяльності \| Промислові підприємства міста, за сферою діяльності \| Промислові підприємства міста, за сферою діяльності \| \| Рік \| 2002 р. \| 2001 р. \| \| --------------------------------------------------- \| --------------------------------------------------- \| --------------------------------------------------- \| \| Енергетичні та водні ресурси \| 0% \| 0% \| \| Хімія та метали \| 4,5% \| 4,9% \| \| Переробка металів \| 23,9% \| 17,1% \| \| Продукти харчування \| 0% \| 0% \| \| Текстиль \| 50% \| 57,3% \| \| Виробництво меблів, видання \| 17% \| 14,6% \| \| Інше \| 4,5% \| 6,1% \| \| Усього підприємств \| 88 \| 82 \| |         |         |
| Промислові підприємства міста, за сферою діяльності |         |         |
| Рік | 2002 р. | 2001 р. |
| Енергетичні та водні ресурси | 0%      | 0%      |
| Хімія та метали | 4,5%    | 4,9%    |
| Переробка металів | 23,9%   | 17,1%   |
| Продукти харчування | 0%      | 0%      |
| Текстиль | 50%     | 57,3%   |
| Виробництво меблів, видання | 17%     | 14,6%   |
| Інше | 4,5%    | 6,1%    |
| Усього підприємств | 88      | 82      |

#### Роздрібна торгівля
| \| Підприємства роздрібної торгівлі міста, за сферою діяльності \| Підприємства роздрібної торгівлі міста, за сферою діяльності \| Підприємства роздрібної торгівлі міста, за сферою діяльності \| \| Рік \| 2002 р. \| 2001 р. \| \| ------------------------------------------------------------ \| ------------------------------------------------------------ \| ------------------------------------------------------------ \| \| Продукти харчування \| 44,4% \| 39,3% \| \| Одяг та взуття \| 7,4% \| 10,7% \| \| Товари для дому \| 18,5% \| 17,9% \| \| Книги та періодичні видання \| 3,7% \| 3,6% \| \| Промислова хімічна продукція \| 14,8% \| 14,3% \| \| Продукція, пов'язана з транспортними засобами \| 0% \| 0% \| \| Інше \| 11,1% \| 14,3% \| \| Усього підприємств \| 27 \| 28 \| |         |         |
| Підприємства роздрібної торгівлі міста, за сферою діяльності |         |         |
| Рік | 2002 р. | 2001 р. |
| Продукти харчування | 44,4%   | 39,3%   |
| Одяг та взуття | 7,4%    | 10,7%   |
| Товари для дому | 18,5%   | 17,9%   |
| Книги та періодичні видання | 3,7%    | 3,6%    |
| Промислова хімічна продукція | 14,8%   | 14,3%   |
| Продукція, пов'язана з транспортними засобами | 0%      | 0%      |
| Інше | 11,1%   | 14,3%   |
| Усього підприємств | 27      | 28      |

#### Сфера послуг
| \| Підприємства міста, що працюють у сфері послуг, за діяльністю \| Підприємства міста, що працюють у сфері послуг, за діяльністю \| Підприємства міста, що працюють у сфері послуг, за діяльністю \| \| Рік \| 2002 р. \| 2001 р. \| \| ------------------------------------------------------------- \| ------------------------------------------------------------- \| ------------------------------------------------------------- \| \| Гуртова торгівля \| 9,6% \| 6,2% \| \| Готелі та готельний бізнес \| 28,8% \| 31,2% \| \| Транспорт та зв'язок \| 19,2% \| 18,8% \| \| Посередницькі фінансові послуги \| 5,8% \| 6,2% \| \| Послуги підприємствам \| 5,8% \| 6,2% \| \| Послуги фізичним особам \| 23,1% \| 22,9% \| \| Нерухомість та ін. \| 7,7% \| 8,3% \| \| Усього підприємств \| 52 \| 48 \| |         |         |
| Підприємства міста, що працюють у сфері послуг, за діяльністю |         |         |
| Рік | 2002 р. | 2001 р. |
| Гуртова торгівля | 9,6%    | 6,2%    |
| Готелі та готельний бізнес | 28,8%   | 31,2%   |
| Транспорт та зв'язок | 19,2%   | 18,8%   |
| Посередницькі фінансові послуги | 5,8%    | 6,2%    |
| Послуги підприємствам | 5,8%    | 6,2%    |
| Послуги фізичним особам | 23,1%   | 22,9%   |
| Нерухомість та ін. | 7,7%    | 8,3%    |
| Усього підприємств | 52      | 48      |

## Житловий фонд
У 2001 р. 4,3% усіх родин (домогосподарств) мали житло метражем до 59 м2, 25,1% - від 60 до 89 м2, 39,9% - від 90 до 119 м2 і
30,7% - понад 120 м2.

З усіх будівель у 2001 р. 23,2% було одноповерховими, 55,7% - двоповерховими, 19,3
% - триповерховими, 1,4% - чотириповерховими, 0,3% - п'ятиповерховими, 0,1% - шестиповерховими,
0% - семиповерховими, 0% - з вісьмома та більше поверхами.

## Автопарк
| \| Автомобілі, зареєстровані у місті, за призначенням \| Автомобілі, зареєстровані у місті, за призначенням \| Автомобілі, зареєстровані у місті, за призначенням \| \| Рік \| 2006 р. \| 2005 р. \| \| -------------------------------------------------- \| -------------------------------------------------- \| -------------------------------------------------- \| \| Приватні автомобілі \| 64,7% \| 65,8% \| \| Мотоцикли \| 11,3% \| 10,4% \| \| Вантажівки \| 21,7% \| 21,6% \| \| Трактори \| 0% \| 0% \| \| Автобуси та ін. \| 2,4% \| 2,2% \| \| Усього автомобілів \| 1.661 шт. \| 1.618 шт. \| |           |           |
| Автомобілі, зареєстровані у місті, за призначенням |           |           |
| Рік | 2006 р.   | 2005 р.   |
| Приватні автомобілі | 64,7%     | 65,8%     |
| Мотоцикли | 11,3%     | 10,4%     |
| Вантажівки | 21,7%     | 21,6%     |
| Трактори | 0%        | 0%        |
| Автобуси та ін. | 2,4%      | 2,2%      |
| Усього автомобілів | 1.661 шт. | 1.618 шт. |

## Вживання каталанської мови
У 2001 р. каталанську мову у місті розуміли 98,3% усього населення (у 1996 р. - 98,8%), вміли говорити нею 86,4% (у 1996 р. - 
88,6%), вміли читати 85,9% (у 1996 р. - 82,7%), вміли писати 60,4
% (у 1996 р. - 56,3%). Не розуміли каталанської мови 1,7%.

## Політичні уподобання
У виборах до Парламенту Каталонії у 2006 р. взяло участь 1.063 особи (у 2003 р. - 1.175 осіб). Голоси за політичні сили розподілилися таким чином:
| \| Вибори до Парламенту Каталонії \| Вибори до Парламенту Каталонії \| Вибори до Парламенту Каталонії \| \| Рік \| 2006 р. \| 2003 р. \| \| -------------------------------------- \| ------------------------------ \| ------------------------------ \| \| Конвергенція та Єднання (CiU) \| 43,5% \| 44,9% \| \| Соціалістична партія Каталонії (PSC) \| 17% \| 16,3% \| \| Народна партія (PP) \| 5,7% \| 6,1% \| \| Ініціатива за зелену Каталонію (IC) \| 6,1% \| 4,3% \| \| Республіканська лівиця Каталонії (ERC) \| 24,6% \| 27,6% \| \| Громадянська партія (C's) \| 0,7% \| 0% \| \| Інші \| 2,4% \| 0,8% \| |         |         |
| Вибори до Парламенту Каталонії |         |         |
| Рік | 2006 р. | 2003 р. |
| Конвергенція та Єднання (CiU) | 43,5%   | 44,9%   |
| Соціалістична партія Каталонії (PSC) | 17%     | 16,3%   |
| Народна партія (PP) | 5,7%    | 6,1%    |
| Ініціатива за зелену Каталонію (IC) | 6,1%    | 4,3%    |
| Республіканська лівиця Каталонії (ERC) | 24,6%   | 27,6%   |
| Громадянська партія (C's) | 0,7%    | 0%      |
| Інші | 2,4%    | 0,8%    |

У муніципальних виборах у 2007 р. взяло участь 1.106 осіб (у 2003 р. - 1.332 особи). Голоси за політичні сили розподілилися таким чином:
| \| Муніципальні вибори \| Муніципальні вибори \| Муніципальні вибори \| \| Рік \| 2007 р. \| 2003 р. \| \| -------------------------------------- \| ------------------- \| ------------------- \| \| Конвергенція та Єднання (CiU) \| 23,5% \| 42,1% \| \| Соціалістична партія Каталонії (PSC) \| 11,2% \| 9,1% \| \| Народна партія (PP) \| 6,4% \| 6,2% \| \| Ініціатива за зелену Каталонію (IC) \| 0% \| 3,3% \| \| Республіканська лівиця Каталонії (ERC) \| 58,9% \| 39,3% \| \| Громадянська партія (C's) \| 0% \| 0% \| \| Інші \| 0% \| 0% \| |         |         |
| Муніципальні вибори |         |         |
| Рік | 2007 р. | 2003 р. |
| Конвергенція та Єднання (CiU) | 23,5%   | 42,1%   |
| Соціалістична партія Каталонії (PSC) | 11,2%   | 9,1%    |
| Народна партія (PP) | 6,4%    | 6,2%    |
| Ініціатива за зелену Каталонію (IC) | 0%      | 3,3%    |
| Республіканська лівиця Каталонії (ERC) | 58,9%   | 39,3%   |
| Громадянська партія (C's) | 0%      | 0%      |
| Інші | 0%      | 0%      |